# Target: Pheromone
Target: Pheromone (известная в Японии как Tottemo Pheromone) — компьютерная игра в жанре эротической визуальной новеллы, разработанная японской компанией Trabulance и изданная G-Collections. Релиз состоялся 6 июля 2001 года в Японии и 18 декабря 2002 года в США.

## Игровой процесс
Target: Pheromone — компьютерная игра в жанре эротической визуальной новеллы. Игрок берёт на себя роль студента Такуи Сакураги. Как и в большинстве игр такого жанра, игрок выбирает диалоги, которые приведут к различным последствиям.

## Сюжет
Главный герой игры — студент Такуя Сакураги. Однажды он встречает таинственную женщину по имени Силк, которая оказывается ведьмой, путешествующей по различным мирам более 500 лет, стремясь попасть в свою истинную реальность. Для этого ей нужны четыре стихийные силы, извлекаемые из молодых красивых девушек в момент получения оргазма. Благодаря заклинанию Силк, Сакураги превращается в сексуального мужчину и начинает соблазнять девушек.

## Отзывы критиков
| Русскоязычные издания | Русскоязычные издания |
| Издание               | Оценка                |
| --------------------- | --------------------- |
| Absolute Games        | 10 %                  |

zontique в рецензии для Absolute Games оценил игру на 10 %, заключив: «в ней нет ни грамотной атмосферы „симулятора свиданий“, ни толковых эротических откровений».